# Legge di Stokes

Forze agenti su una sfera in caduta verticale in un fluido: la forza di gravità F_{g} e la forza di attrito viscoso di Stokes F_{d}.

La forza di Stokes è un'espressione per la forza di attrito viscoso a cui è soggetta una sfera in moto laminare rispetto ad un fluido, nel regime di flusso di scorrimento detto anche "di Stokes" (normalmente, con un numero di Reynolds minore di 0,6).
Fu dedotta da George Stokes nel 1851.
Costituisce un'applicazione al caso pratico della sfera della più generale legge di Newton-Stokes, la legge costitutiva dei fluidi a viscosità lineare.
La forza di Stokes su una sfera in moto rettilineo può essere espressa come:
{\displaystyle F_{d}=-6\pi r\mu u_{\infty }}
dove {\displaystyle F_{d}} è la forza di attrito viscoso, {\displaystyle r} è il raggio della sfera, {\displaystyle \mu } è la viscosità, e {\displaystyle u_{\infty }} è la velocità della sfera rispetto al fluido indisturbato, ovvero, per la relatività galileiana, la velocità di flusso indisturbato relativo alla sfera (cioè all'infinito rispetto alla sfera). Se il numero di Reynolds è superiore all'unità la legge diviene quadratica.
Analogamente, nel caso di un flusso rotazionale puro attorno ad una sfera, si può derivare una legge di Stokes analoga:
{\displaystyle T_{d}=-8\pi r^{3}\mu \omega _{R}}
dove :{\displaystyle T_{d}} è la coppia di attrito viscoso, e {\displaystyle \omega _{R}} è la vorticità in corrispondenza della superficie della sfera.
Analogamente si possono derivare anche delle leggi di Stokes per un cilindro o per corpi con altre forme in moto relativo rispetto ad un fluido.
Tornando al caso di moto rettilineo, dato che una sfera immersa in un fluido è sottoposta alla forza di gravità, alla forza di attrito viscoso del fluido e alla spinta di Archimede, ottenne che la sfera raggiungeva una condizione di equilibrio per cui essa si muove a velocità costante (detta velocità terminale di caduta).
Infatti in condizioni di equilibrio la risultante delle seguenti forze è nulla:
{\displaystyle F_{d}+F_{A}+F_{g}=0}
dove:
- {\displaystyle F_{d}}: la forza idrodinamica di resistenza del mezzo (Legge di Stokes);
- {\displaystyle F_{A}}: la spinta idrostatica (principio di Archimede);
- {\displaystyle F_{g}}: la forza di gravità.

## Caratteristiche
La legge di Stokes è basata sul fatto che quanto più il liquido è viscoso, tanto più è bassa la velocità di una sfera lasciata cadere liberamente in tale liquido. Ma una sfera che cade all'interno di un liquido solo per gravità, ad un certo istante del suo percorso acquista una velocità costante, e ciò si verifica quando la resistenza opposta dalla viscosità del liquido è esattamente bilanciata dalla spinta gravitazionale.
Anche le dimensioni delle particelle sono importanti: più sono piccole, minore è la velocità di sedimentazione (o affioramento); però, una loro dimensione eccessivamente ridotta comporta un sensibile aumento della superficie specifica complessiva della massa dispersa e quindi un aumento di instabilità.
La velocità relativa di equilibrio ({\displaystyle u}) è data dalla seguente relazione:
{\displaystyle u={\frac {2}{9}}{\frac {\left(\rho _{s}-\rho _{f}\right)}{\mu }}g\,r^{2}}
- {\displaystyle \rho _{s}}: densità della sfera;
- {\displaystyle \rho _{f}}: densità del fluido;
- {\displaystyle \mu }: viscosità del fluido;
- {\displaystyle g}: accelerazione gravitazionale;
- {\displaystyle r}: raggio della sfera.

## Velocità limite
Le condizioni di partenza considerate da Stokes furono la presenza di una sfera immersa in un fluido e sottoposta a una forza di gravità {\displaystyle F_{g}}:
{\displaystyle F_{g}=mg}
dove:
- {\displaystyle m}: massa;
- {\displaystyle g}: accelerazione gravitazionale.

La sfera è tuttavia sottoposta anche all'attrito del fluido viscoso, {\displaystyle F_{d}}, che è dato da:
{\displaystyle F_{d}=-6\pi \mu ru}
dove:
- {\displaystyle \pi }: pi greco;
- {\displaystyle \mu }: viscosità;
- {\displaystyle r}: raggio della sfera;
- {\displaystyle u}: velocità del fluido rispetto alla sfera;
- il segno è negativo perché l'attrito del fluido ha direzione opposta alla velocità della sfera.

Infine la sfera è sottoposta anche all'azione della spinta di Archimede, {\displaystyle F_{A}}, dato che è immersa in un fluido:
{\displaystyle F_{A}=-\rho _{f}gV}
dove:
- {\displaystyle \rho _{f}}: densità del fluido;
- {\displaystyle g}: accelerazione gravitazionale;
- {\displaystyle V}: volume del corpo immerso;
- il segno è negativo perché la spinta di Archimede ha direzione opposta alla forza di gravità.

In condizioni di equilibrio l'accelerazione è nulla e quindi:
{\displaystyle 6\pi \mu ru=mg-\rho _{f}gV}
{\displaystyle 6\pi \mu ru=\rho _{s}Vg-\rho _{f}gV}
{\displaystyle 6\pi \mu ru=Vg(\rho _{s}-\rho _{f})}
con :{\displaystyle \rho _{s}} densità della sfera
poiché il volume {\displaystyle V} della sfera è
{\displaystyle V={\frac {4\pi r^{3}}{3}}}
sostituendo si ha:
{\displaystyle 6\pi \mu ru={\frac {4\pi r^{3}}{3}}(\rho _{s}-\rho _{f})g}
{\displaystyle 3\mu u={\frac {2r^{2}}{3}}(\rho _{s}-\rho _{f})g}
{\displaystyle u={\frac {2r^{2}}{9\mu }}(\rho _{s}-\rho _{f})g}
La somma vettoriale (che tiene conto dei versi delle forze) di queste tre forze è sempre nulla e permette di ottenere la formula della legge di Stokes, dalla quale si ricava la velocità della sfera in condizioni di equilibrio raggiunto.

## Derivazione

### Flusso di Stokes stazionario
Nel flusso di Stokes, a numeri di Reynolds molto bassi, i termini di accelerazione convettiva nelle equazioni di Navier-Stokes vengono trascurati. Le equazioni di moto diventano, per un flusso stazionario e incomprimibile, le equazioni di Stokes:
{\displaystyle {\begin{aligned}&\nabla p=\mu \,\nabla ^{2}\mathbf {u} =-\mu \,\nabla \times \mathbf {\boldsymbol {\omega }} ,\\[2pt]&\nabla \cdot \mathbf {u} =0,\end{aligned}}}
dove:
- p è la pressione del fluido (nel Sistema Internazionale misurata in Pa),
- u è la velocità di flusso (in m/s),
- ω è la vorticità (in Hz), definita come  {\displaystyle {\boldsymbol {\omega }}=\nabla \times \mathbf {u} .}

Usando alcune identità del calcolo vettoriale, queste equazioni si mostrano equivalenti alle equazioni di Laplace per la pressione e per ciascuna componente del vettore vorticità:
{\displaystyle \nabla ^{2}{\boldsymbol {\omega }}=0}   e   {\displaystyle \nabla ^{2}p=0.}
Forze aggiuntive, come quelle di gravità e galleggiamento, non sono state considerate, ma possono essere facilmente aggiunte poiché le equazioni sono lineari, consentendo la sovrapposizione lineare di soluzioni e forze associate.

### Flusso trasversale attorno a una sfera

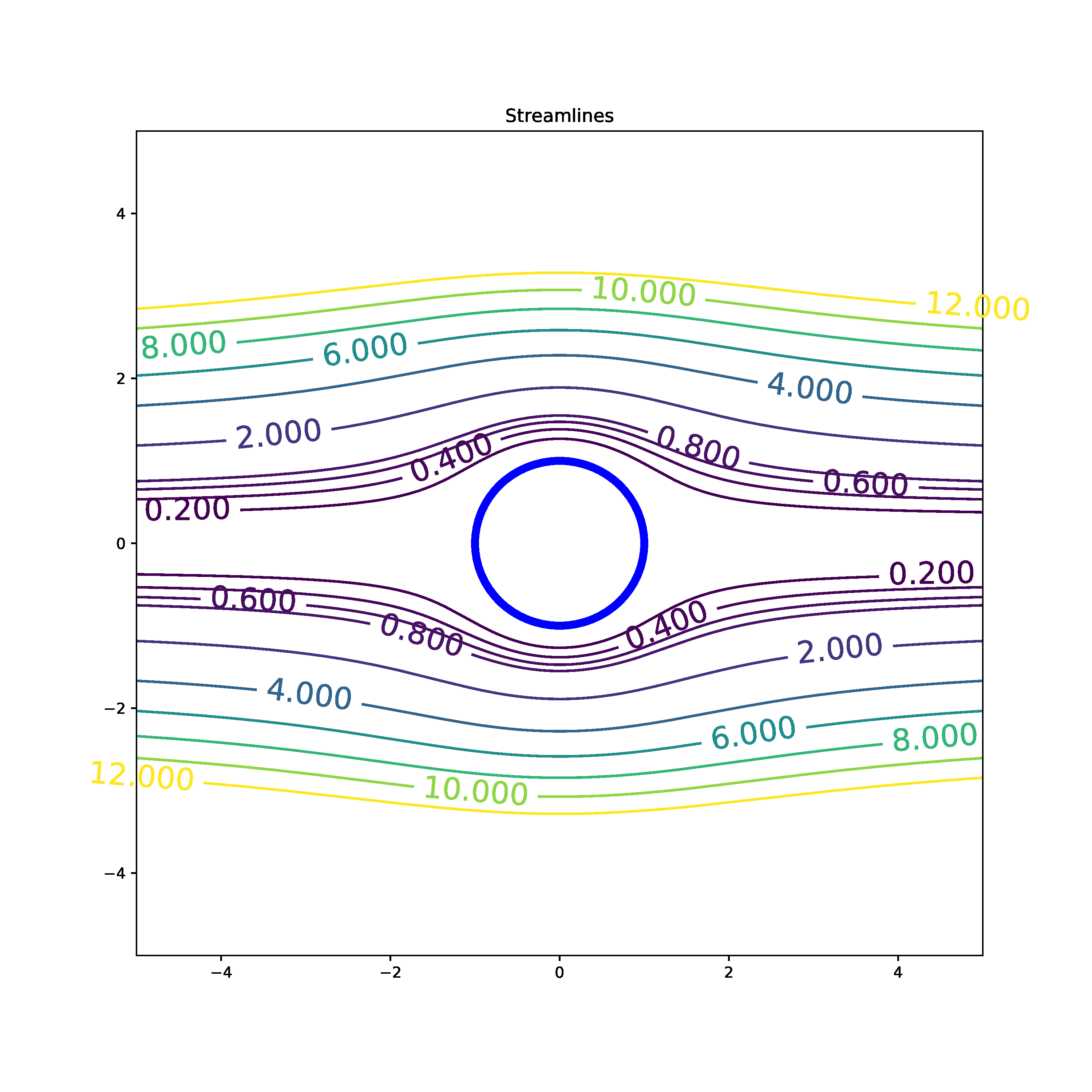
Linee di flusso del flusso di scorrimento attorno a una sfera in un fluido. Curve di livello della funzione di corrwnte ψ (valori nelle etichette dei contorni).

Per il caso di una sfera in un flusso uniforme nel campo lontano, è vantaggioso usare un sistema di coordinate cilindriche (r, φ, z). L'asse cilindrico z passa per il centro della sfera ed è allineato con la direzione del flusso medio, mentre r è il raggio misurato perpendicolarmente all'asse z. L'origine è nel centro della sfera. Poiché il flusso è assialsimmetrico attorno all'asse z, è indipendente dall'azimuth φ.
In questo sistema di coordinate cilindriche, il flusso incomprimibile può essere descritto tramite una funzione di corrente di Stokes ψ, dipendente da r e z:
{\displaystyle u_{z}={\frac {1}{r}}{\frac {\partial \psi }{\partial r}},\qquad u_{r}=-{\frac {1}{r}}{\frac {\partial \psi }{\partial z}},}
con {\displaystyle u_{r}} e {\displaystyle u_{z}} le componenti della velocità nelle direzioni r e z, rispettivamente. La componente azimutale {\displaystyle u_{\varphi }} è zero in questo caso assialsimmetrico. La portata volumetrica, attraverso un tubo delimitato da una superficie di valore costante ψ, è pari a 2πψ ed è costante.
Per questo flusso assialsimmetrico, l'unica componente non nulla del vettore vorticità ω è quella azimutale ωφ:
{\displaystyle \omega _{\varphi }={\frac {\partial u_{r}}{\partial z}}-{\frac {\partial u_{z}}{\partial r}}=-{\frac {\partial }{\partial r}}\left({\frac {1}{r}}{\frac {\partial \psi }{\partial r}}\right)-{\frac {1}{r}}\,{\frac {\partial ^{2}\psi }{\partial z^{2}}}.}
L'operatore di Laplace, applicato a {\displaystyle \omega _{\varphi }}, diventa in queste coordinate cilindriche con assialsimmetria:
{\displaystyle \nabla ^{2}\omega _{\varphi }={\frac {1}{r}}{\frac {\partial }{\partial r}}\left(r\,{\frac {\partial \omega _{\varphi }}{\partial r}}\right)+{\frac {\partial ^{2}\omega _{\varphi }}{\partial z^{2}}}-{\frac {\omega _{\varphi }}{r^{2}}}=0.}
Dalle due equazioni precedenti, e con le opportune condizioni al contorno, per un flusso uniforme all'infinito di velocità u nella direzione z e una sfera di raggio R, la soluzione è:
{\displaystyle \psi (r,z)=-{\frac {1}{2}}\,u\,r^{2}\,\left[1-{\frac {3}{2}}{\frac {R}{\sqrt {r^{2}+z^{2}}}}+{\frac {1}{2}}\left({\frac {R}{\sqrt {r^{2}+z^{2}}}}\right)^{3}\;\right].}
La soluzione per la velocità in coordinate cilindriche è:
{\displaystyle {\begin{aligned}u_{r}(r,z)&={\frac {3Rrzu}{4{\sqrt {r^{2}+z^{2}}}}}\left(\left({\frac {R}{r^{2}+z^{2}}}\right)^{2}-{\frac {1}{r^{2}+z^{2}}}\right)\\[4pt]u_{z}(r,z)&=u+{\frac {3Ru}{4{\sqrt {r^{2}+z^{2}}}}}\left({\frac {2R^{2}+3r^{2}}{3(r^{2}+z^{2})}}-\left({\frac {rR}{r^{2}+z^{2}}}\right)^{2}-2\right)\end{aligned}}}

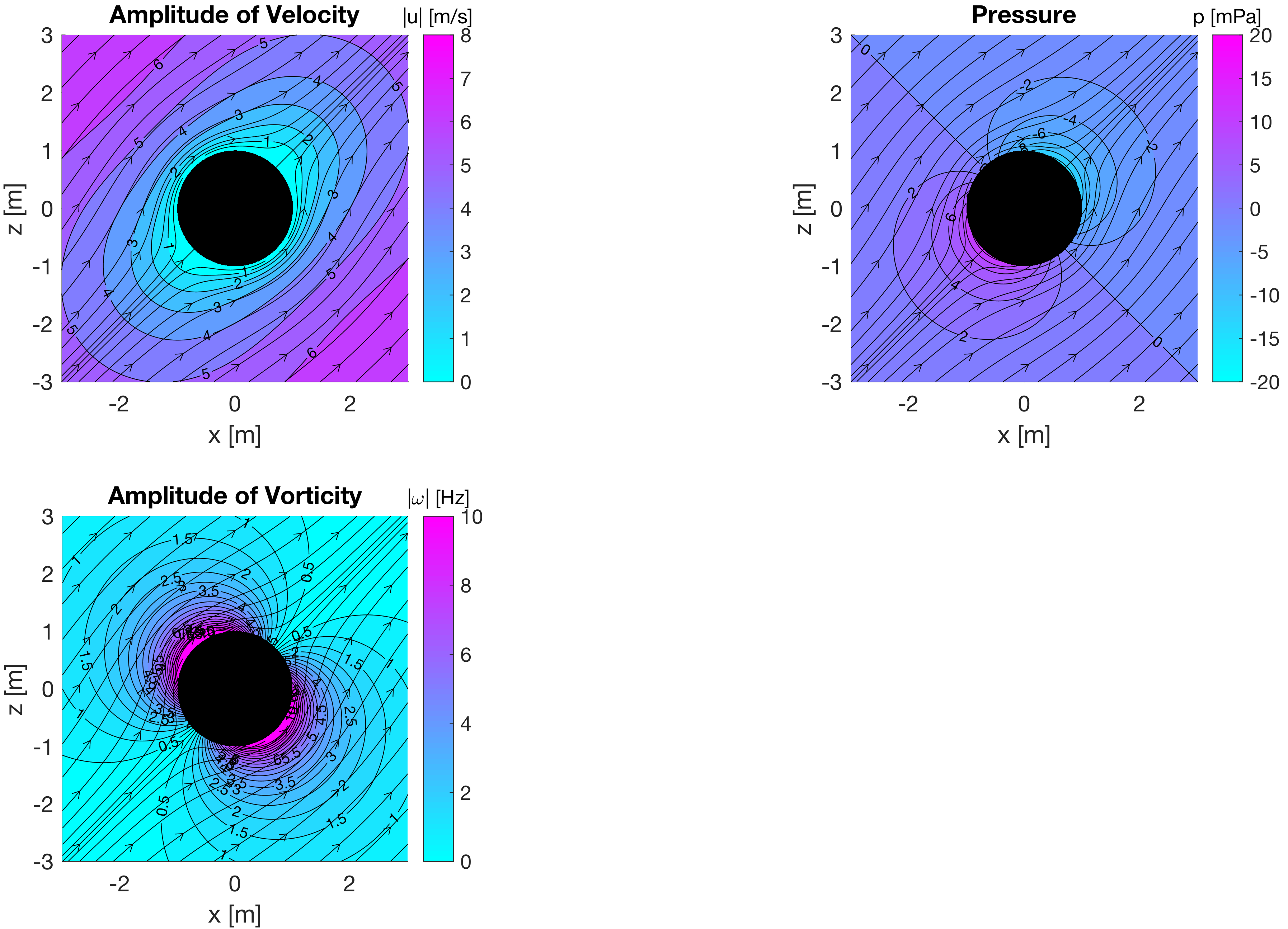
Flusso di Stokes attorno a una sfera con velocità all'infinito, raggio R = 1 m e viscosità dell'acqua (T = 20°C) μ = 1 mPa·s. Sono mostrati le linee di campo del vettore velocità e le ampiezze di velocità, pressione e vorticità con pseudocromie.

La soluzione per la vorticità in coordinate cilindriche è:
{\displaystyle \omega _{\varphi }(r,z)=-{\frac {3Ru}{2}}\cdot {\frac {r}{{\sqrt {r^{2}+z^{2}}}^{3}}}}
La soluzione per la pressione in coordinate cilindriche è:
{\displaystyle p(r,z)=-{\frac {3R\mu u}{2}}\cdot {\frac {z}{{\sqrt {r^{2}+z^{2}}}^{3}}}}
In coordinate sferiche, la pressione diventa:
{\displaystyle p(r,\theta )=-{\frac {3R\mu u}{2}}\cdot {\frac {\cos \theta }{r^{2}}}}
La formula della pressione è anche detta potenziale dipolare, in analogia con il potenziale elettrostatico di un dipolo elettrico.
Una formulazione più generale, con un vettore di velocità all'infinito {\displaystyle \mathbf {u} _{\infty }}, in coordinate cartesiane {\displaystyle \mathbf {x} =(x,y,z)^{T}} è:
{\displaystyle {\begin{aligned}\mathbf {u} (\mathbf {x} )&=\underbrace {\underbrace {{\frac {R^{3}}{4}}\left({\frac {3(\mathbf {u} _{\infty }\cdot \mathbf {x} )\,\mathbf {x} }{\|\mathbf {x} \|^{5}}}-{\frac {\mathbf {u} _{\infty }}{\|\mathbf {x} \|^{3}}}\right)} _{{\text{conservativo: rotore=0, }}\nabla ^{2}\mathbf {u} =0}+\mathbf {u} _{\infty }} _{\text{condizioni al contorno}}-\underbrace {{\frac {3R}{4}}\left({\frac {\mathbf {u} _{\infty }}{\|\mathbf {x} \|}}+{\frac {(\mathbf {u} _{\infty }\cdot \mathbf {x} )\,\mathbf {x} }{\|\mathbf {x} \|^{3}}}\right)} _{{\text{non conservativo: rotore}}={\boldsymbol {\omega }},\ \mu \nabla ^{2}\mathbf {u} =\nabla p}\end{aligned}}}
{\displaystyle {\boldsymbol {\omega }}(\mathbf {x} )=-{\frac {3R}{2}}{\frac {\mathbf {u} _{\infty }\times \mathbf {x} }{\|\mathbf {x} \|^{3}}},\quad p(\mathbf {x} )=-{\frac {3R\mu }{2}}{\frac {\mathbf {u} _{\infty }\cdot \mathbf {x} }{\|\mathbf {x} \|^{3}}}}
In questa formulazione, il termine non conservativo rappresenta il cosiddetto Stokeslet, che è la funzione di Green per le equazioni di Stokes. Il termine conservativo corrisponde al gradiente dipolare. La formula per la vorticità è analoga alla  legge di Biot-Savart in elettromagnetismo.
In forma compatta, il campo di velocità si può scrivere come:
{\displaystyle \mathbf {u} (\mathbf {x} )=\left[\mathbf {I} +\mathrm {H} \left({\frac {R^{3}}{4}}{\frac {1}{\|\mathbf {x} \|}}\right)-\mathrm {S} \left({\frac {3R}{4}}\|\mathbf {x} \|\right)\right]\cdot \mathbf {u} _{\infty },\quad \|\mathbf {x} \|\geq R}
dove {\displaystyle \mathrm {H} =\nabla \otimes \nabla } è l'operatore hessiano e {\displaystyle \mathrm {S} =\mathbf {I} \nabla ^{2}-\mathrm {H} } è l'operatore di Stokes, pari alla differenza tra il laplaciano e l'hessiano. In tal modo risulta chiaro che la soluzione è composta da derivate di un potenziale coulombiano ({\displaystyle 1/\|\mathbf {x} \|}) e di un potenziale biarmonico ({\displaystyle \|\mathbf {x} \|}). L'operatore di Stokes {\displaystyle \mathrm {S} } applicato alla norma vettoriale {\displaystyle \|\mathbf {x} \|} genera lo Stokeslet.  
L'operatore di sforzo viscoso per il flusso di Stokes è, secondo la legge di Newton-Stokes:
{\displaystyle {\boldsymbol {\sigma }}=-p\,\mathbf {I} +\mu \left((\nabla \mathbf {u} )+(\nabla \mathbf {u} )^{T}\right)}
Il calcolo della forza agente sulla sfera si ottiene integrando il tensore degli sforzi sulla superficie della sfera, dove {\displaystyle \mathbf {e_{r}} } è il versore radiale in coordinate sferiche:
{\displaystyle {\begin{aligned}\mathbf {F} &=\iint _{\partial V}{\boldsymbol {\sigma }}\cdot \mathrm {d} \mathbf {S} \\[4pt]&=\int _{0}^{\pi }\int _{0}^{2\pi }{\boldsymbol {\sigma }}\cdot \mathbf {e_{r}} \,R^{2}\sin \theta \,\mathrm {d} \varphi \,\mathrm {d} \theta \\[4pt]&=\int _{0}^{\pi }\int _{0}^{2\pi }{\frac {3\mu \,\mathbf {u} _{\infty }}{2R}}R^{2}\sin \theta \,\mathrm {d} \varphi \,\mathrm {d} \theta \\[4pt]&=6\pi R\,\mu \mathbf {u} _{\infty }\end{aligned}}}

### Flusso rotazionale attorno a una sfera

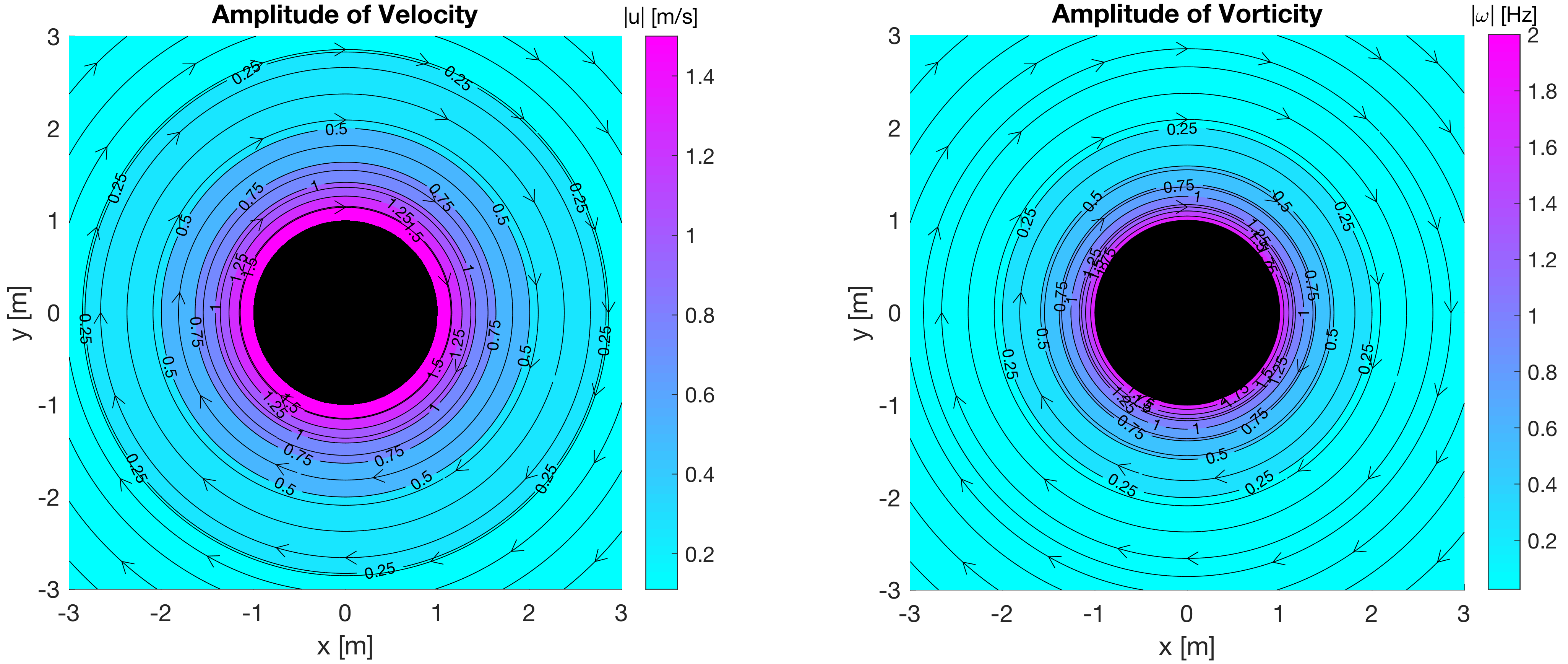
Flusso di Stokes attorno a una sfera:, μ = 1 mPa·s, R = 1 m

{\displaystyle {\begin{aligned}\mathbf {u} (\mathbf {x} )&=-R^{3}\cdot {\frac {{\boldsymbol {\omega }}_{R}\times \mathbf {x} }{\|\mathbf {x} \|^{3}}}\\[8pt]{\boldsymbol {\omega }}(\mathbf {x} )&={\frac {R^{3}\cdot {\boldsymbol {\omega }}_{R}}{\|\mathbf {x} \|^{3}}}-{\frac {3R^{3}({\boldsymbol {\omega }}_{R}\cdot \mathbf {x} )\,\mathbf {x} }{\|\mathbf {x} \|^{5}}}\\[8pt]p(\mathbf {x} )&=0\\[8pt]{\boldsymbol {\sigma }}&=-p\,\mathbf {I} +\mu \,{\bigl (}(\nabla \mathbf {u} )+(\nabla \mathbf {u} )^{T}{\bigr )}\\[8pt]\mathbf {T} &=\iint _{\partial V}\mathbf {x} \times {\bigl (}{\boldsymbol {\sigma }}\cdot \mathrm {d} \mathbf {S} {\bigr )}\\&=\int _{0}^{\pi }\int _{0}^{2\pi }(R\,\mathbf {e_{r}} )\times {\bigl (}{\boldsymbol {\sigma }}\cdot \mathbf {e_{r}} \,R^{2}\sin \theta \,\mathrm {d} \varphi \,\mathrm {d} \theta {\bigr )}\\&=8\pi R^{3}\mu \cdot {\boldsymbol {\omega }}_{R}\end{aligned}}}

## Limiti e correzione
La legge di Stokes determina la forza di attrito viscoso agente su una particella che si muove in un fluido nell'ipotesi che il fluido possa considerarsi un mezzo continuo. Quando le dimensioni della particella diventano confrontabili con il cammino libero medio delle molecole del fluido si può estendere la validità della legge di Stokes dividendo la legge per un fattore di correzione che è stato introdotto nel 1910 da E. Cunningham. 
Quindi l'espressione della legge di Stokes con tale fattore di correzione diventa:
{\displaystyle F_{d}=-{\frac {6\pi \mu ru}{C}}}
dove {\displaystyle C} è il  fattore di correzione.
Il fattore di correzione ha la seguente espressione analitica:
{\displaystyle C=1+{\frac {\lambda }{r}}\cdot (A_{1}+A_{2}\cdot e^{\frac {-A_{3}\cdot 2r}{\lambda }})}
dove
{\displaystyle \lambda } è il cammino libero medio delle molecole del fluido
{\displaystyle r} è il raggio della sfera
{\displaystyle A_{n}} sono coefficienti determinati sperimentalmente.
Per l'aria il valore dei coefficienti sono:
{\displaystyle A_{1}=1,257}
{\displaystyle A_{2}=0,400}
{\displaystyle A_{3}=1,10}
R. Millikan nel famoso esperimento della goccia d'olio per misurare la carica dell'elettrone utilizzò tale formula nell'anno 1910.
Il fattore di correzione di Cunningham nell'aria a temperatura ambiente diventa importante quando le particelle sono più piccole di 15 micron. Il fattore di correzione ha lo scopo di estendere la legge di Stokes, ma la sua validità è limitata in quanto se C diventa molto maggiore di uno la legge di Stokes perde completamente di significato fisico. Nell'aria quando le dimensioni diventano sub-micrometriche non si applica più il fattore di correzione e va descritto la dinamica mediante la fisica del moto browniano.
Nella studio della dinamica degli aerosol viene spesso usato tale termine correttivo.